# قرار مجلس الأمن التابع للأمم المتحدة رقم 809
قرار مجلس الأمن التابع للأمم المتحدة رقم 809، الصادر بالإجماع في 2 آذار / مارس 1993، بعد التذكير بالقرارات 621 (1988)، 658 (1990)، 690 (1991) و725 (1991)، بالإضافة إلى تقرير الأمين العام بطرس بطرس غالي حول الوضع في الصحراء الغربية، أعرب المجلس عن قلقه إزاء التأخير في تنفيذ خطة التسوية ودعا الأمين العام وممثله الخاص إلى تكثيف الجهود مع حكومة المغرب وجبهة البوليساريو لمعالجة القضايا الخلافية، لا سيما فيما يتعلق بأهلية التصويت.
ودعا المجلس بطرس غالي لاتخاذ الترتيبات اللازمة لتنظيم استفتاء لتقرير المصير لشعب الصحراء الغربية والجهود المبذولة لبدء تسجيل الناخبين بدءًا من القوائم المحدثة لتعداد عام 1974. كما طلب من الأمين العام تقديم تقرير إلى المجلس في موعد أقصاه مايو 1993 عن نتائج هذه الجهود التي نوقشت في القرار الحالي، وطلب منه كذلك إدراج مقترحات بشأن أي تعديلات ضرورية لدور وقوة بعثة الأمم للاستفتاء في الصحراء الغربية.
واختتم القرار بدعوة الطرفين إلى التعاون مع الأمين العام لحل القضايا العالقة حتى يمكن إجراء استفتاء بحلول نهاية العام. ورغم أن المغرب وجبهة البوليساريو اتفقا على بنود القرار، إلا أن الخلافات المستمرة حول عملية تحديد هوية الناخبين أدت إلى تأخير خطط الاستفتاء.

## روابط خارجية
- نص القرار في undocs.org